# Abernant (Carmarthenshire)
Pour les articles homonymes, voir Abernant.
Abernant est un hameau et une communauté du Carmarthenshire, au pays de Galles.
Au recensement de 2011, elle comptait 297 habitants.